# Bahnhof Köthen
Der im Jahr 1840 eröffnete Bahnhof Köthen in Sachsen-Anhalt gilt als der erste Eisenbahnknoten in den deutschen Ländern. Ein „deutschlandweit einmaliges“ Ensemble mit Bahnhofsgebäuden aus verschiedenen Epochen und weiteren Bauten steht auf der Denkmalliste der Stadt Köthen (Anhalt). Bis heute ist der Bahnhof ein Knotenpunkt und Fernverkehrshalt geblieben.

## Lage
Der Bahnhof liegt östlich der Innenstadt von Köthen (Anhalt) im Landkreis Anhalt-Bitterfeld am Streckenkilometer 49,8 der dort etwa in Nord-Süd-Richtung verlaufenden Bahnstrecke Magdeburg–Leipzig. Aus Richtung Ostnordosten erreicht die Bahnstrecke Dessau–Köthen die Stadt und endet im Bahnhof. Dort beginnt ihre Verlängerung, die Bahnstrecke Köthen–Aschersleben, die südlich der Stadt in Richtung Westen verläuft. Ebenfalls im Bahnhof Köthen beginnt in Richtung Nordosten die Stichbahn nach Aken.
Früher war für Stadt und Bahnhof sowohl die Schreibweise Köthen als auch Cöthen üblich. Während zu Eröffnungszeit des Bahnhofs die Schreibung mit K häufiger war, dominierte später die Schreibung mit C.
Seit 1927 tragen Stadt und Bahnhof einheitlich den Namen Köthen.

## Geschichte

### Der erste Bahnhof

Der erste Köthener Bahnhof, links der BAE, rechts der MLE, im Vordergrund die Bahnhofsrestauration

Bereits 1825 gab es Planungen für eine Eisenbahnverbindung zwischen Magdeburg und Leipzig, die allerdings zunächst über Bernburg führen sollte. 1835 hatte sich die Magdeburg-Cöthen-Halle-Leipziger Eisenbahn-Gesellschaft (MLE) gegründet. Während der Bernburger Herzog Alexander Carl die Eisenbahn ablehnte, unterstützte der Köthener Herzog Heinrich den Bahnbau, so dass die Strecke über Köthen geführt wurde. Am 9. Juni 1840 fuhr der erste Zug aus Magdeburg in Köthen ein, am 22. Juli des gleichen Jahres wurde die Verlängerung bis Halle eröffnet.

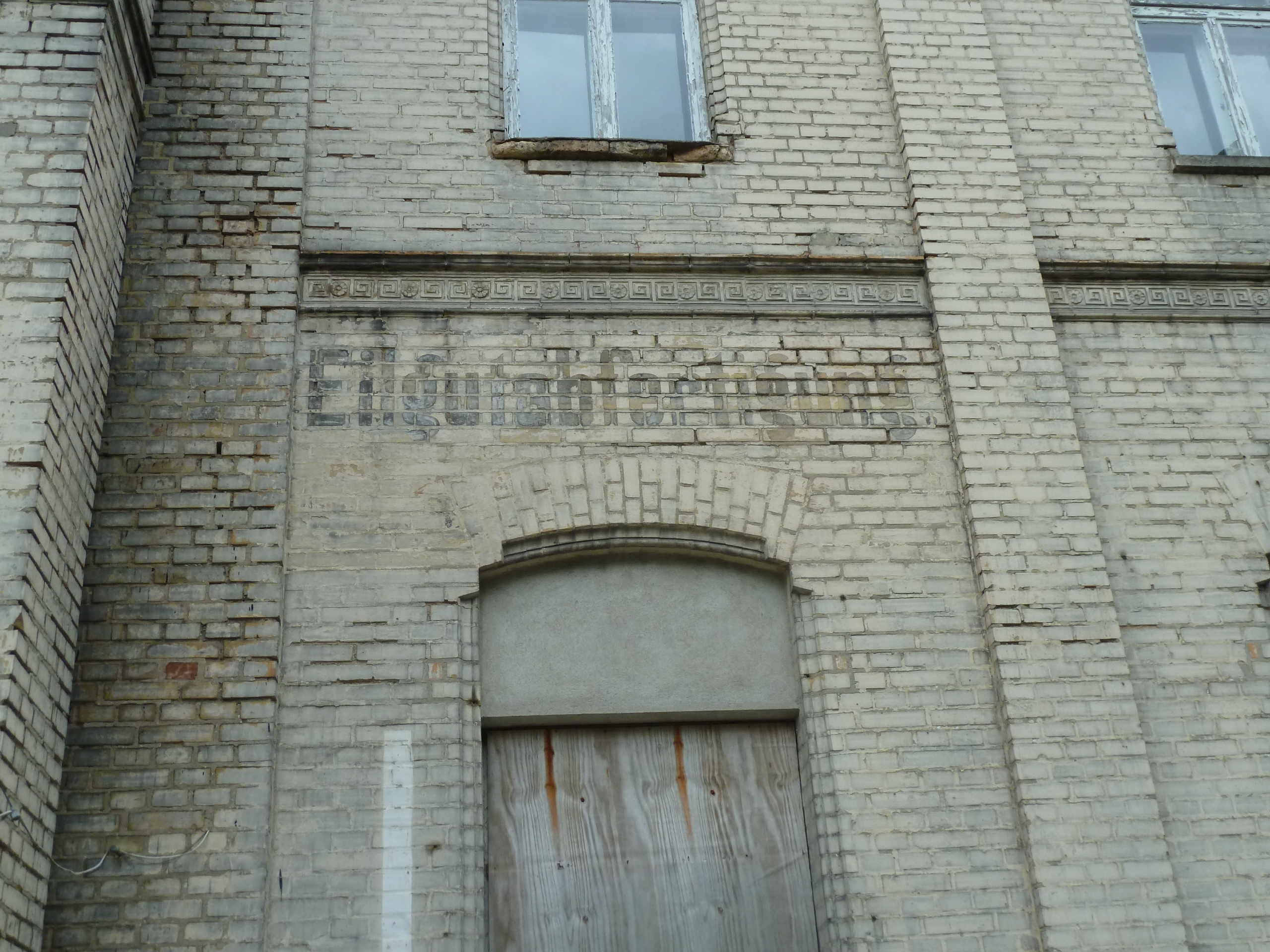
Detail am 1870/71 eröffneten Magdeburg-Leipziger Bahnhof

Die Berlin-Sächsische Eisenbahn-Gesellschaft plante Mitte der 1830er Jahre eine Verbindung von Berlin zu den großen Städten in Sachsen. Es gab jedoch Schwierigkeiten, vom preußischen Staat eine entsprechende Konzession zu erhalten. Nachdem die Pläne für den Bau der Strecke Magdeburg–Leipzig bekannt wurden, kristallisierte sich Köthen als Streckenendpunkt heraus. Von dort konnten sowohl Magdeburg als auch Halle und Leipzig gut erreicht werden. Die Gesellschaft änderte ihren Namen in Berlin-Anhaltische Eisenbahn-Gesellschaft (BAE). Am 1. September 1840 ging zunächst die Strecke von Dessau (damals auch Deßau geschrieben) nach Köthen in Betrieb. Damit wurde Köthen der erste Eisenbahnknotenpunkt im Gebiet des Deutschen Bundes. Am 16. September 1841 wurde der durchgehende Verkehr nach Berlin aufgenommen. Die Strecke verlor mit dem Bau direkter Strecken von Berlin nach Magdeburg und Halle bzw. Leipzig etwas an überregionaler Bedeutung.
Im Jahr 1846 eröffnete die Anhalt-Köthen-Bernburger Eisenbahn die Strecke von Köthen nach Bernburg. Die MLE übernahm die Betriebsführung der Züge. Im Jahr 1863 kaufte die Magdeburg-Halberstädter Eisenbahngesellschaft (MHE) die Bernburger Bahn, 1869 wurde die Strecke über Güsten und Aschersleben nach Wegeleben verlängert, wo Anschluss nach Halberstadt und Vienenburg bestand.
Ebenfalls Ende der 1860er Jahre wurde der Bahnhof Cöthen umfassend umgebaut. Zwei neue Bahnhofsgebäude entstanden, eins für die Züge in Richtung Magdeburg und Leipzig, eins für die nach Berlin und Halberstadt. In den 1870er Jahren wurden alle drei Köthen bedienenden Bahngesellschaften verstaatlicht. Die preußische Staatsbahn übernahm auch die anhaltischen Streckenteile.
Am 1. Mai 1890 ging die Strecke von Köthen nach Aken in Betrieb, die Züge fuhren vom Berlin-Halberstädter Bahnhof ab.

### Der zentrale Bahnhof

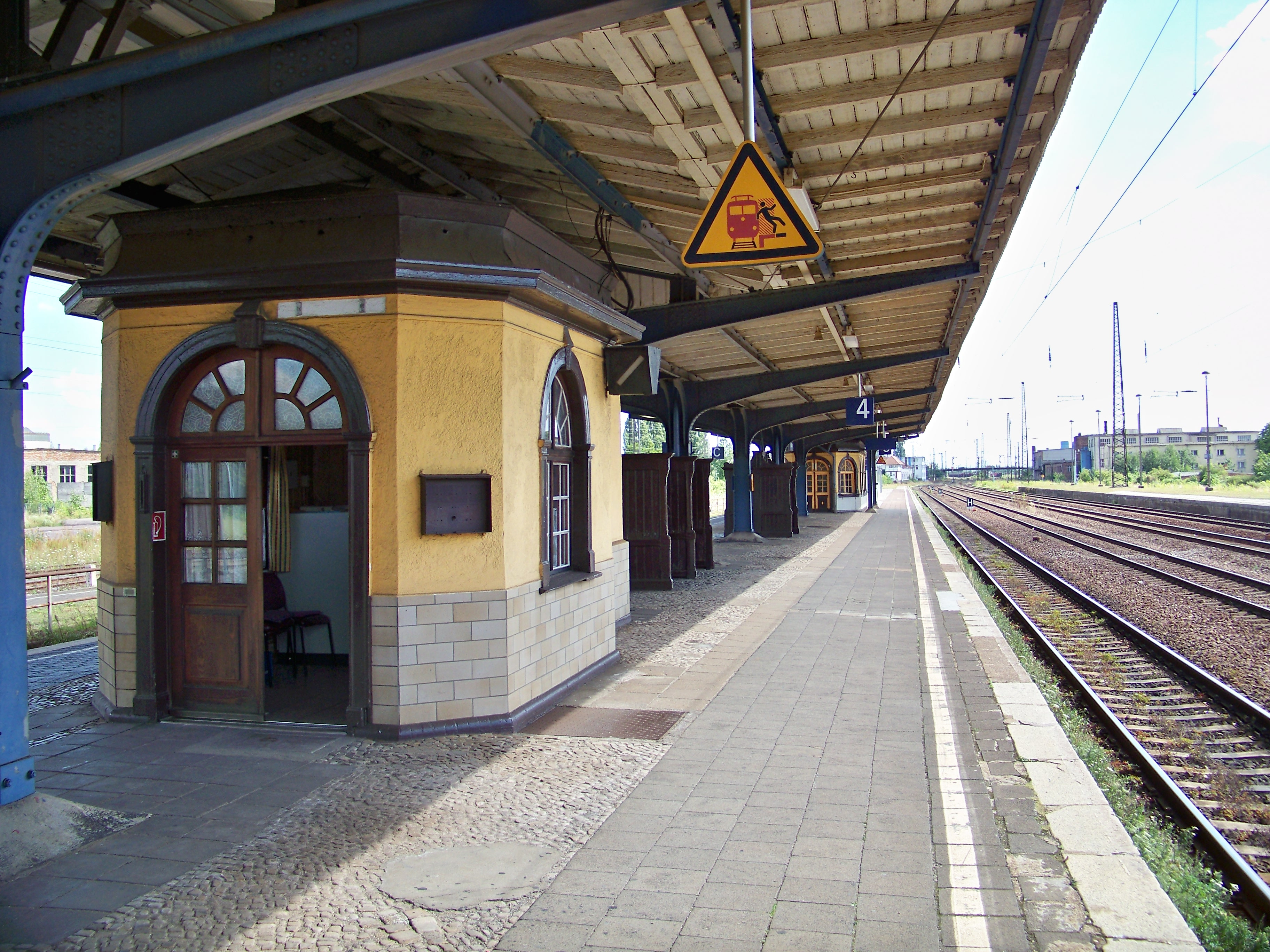
Der Bahnsteig mit Aufsichtshäuschen und Bänken stammt aus der Zeit des Bahnhofsumbaus in den 1910er Jahren

Spätestens nachdem die beteiligten Bahngesellschaften in den Preußischen Staatsbahnen aufgegangen waren, bestand keine Notwendigkeit mehr für die getrennten Bahnhöfe. Jedoch kam es erst im 20. Jahrhundert zum Bau eines zentralen Bahnhofs. Die Bauarbeiten begannen am 1. April 1911. Dabei wurden auch das Gleisplanum angehoben und die querenden Straßen abgesenkt, so dass niveaugleiche Bahnübergänge durch Unterführungen ersetzt wurden. Die Bauarbeiten zogen sich, auch bedingt durch den Ersten Weltkrieg, bis ins Jahr 1920 hin.
Nach dem Ersten Weltkrieg war geplant, die Strecke von Magdeburg nach Halle bis zum Jahr 1923 zu elektrifizieren. Wegen Geldmangel wurde das Projekt von der Reichsbahndirektion Magdeburg zurückgestellt. Vorarbeiten für den Bau des Unterwerks in Köthen hatten bereits stattgefunden. Erst 1933 wurde der elektrische Betrieb auf der Strecke und im Bahnhof Köthen aufgenommen.
Im Zweiten Weltkrieg wurden Teile des Bahnhofs bei einem Bombenangriff auf die Junkers Flugzeug- und Motorenwerke Köthen beschädigt.

### Nach dem Zweiten Weltkrieg

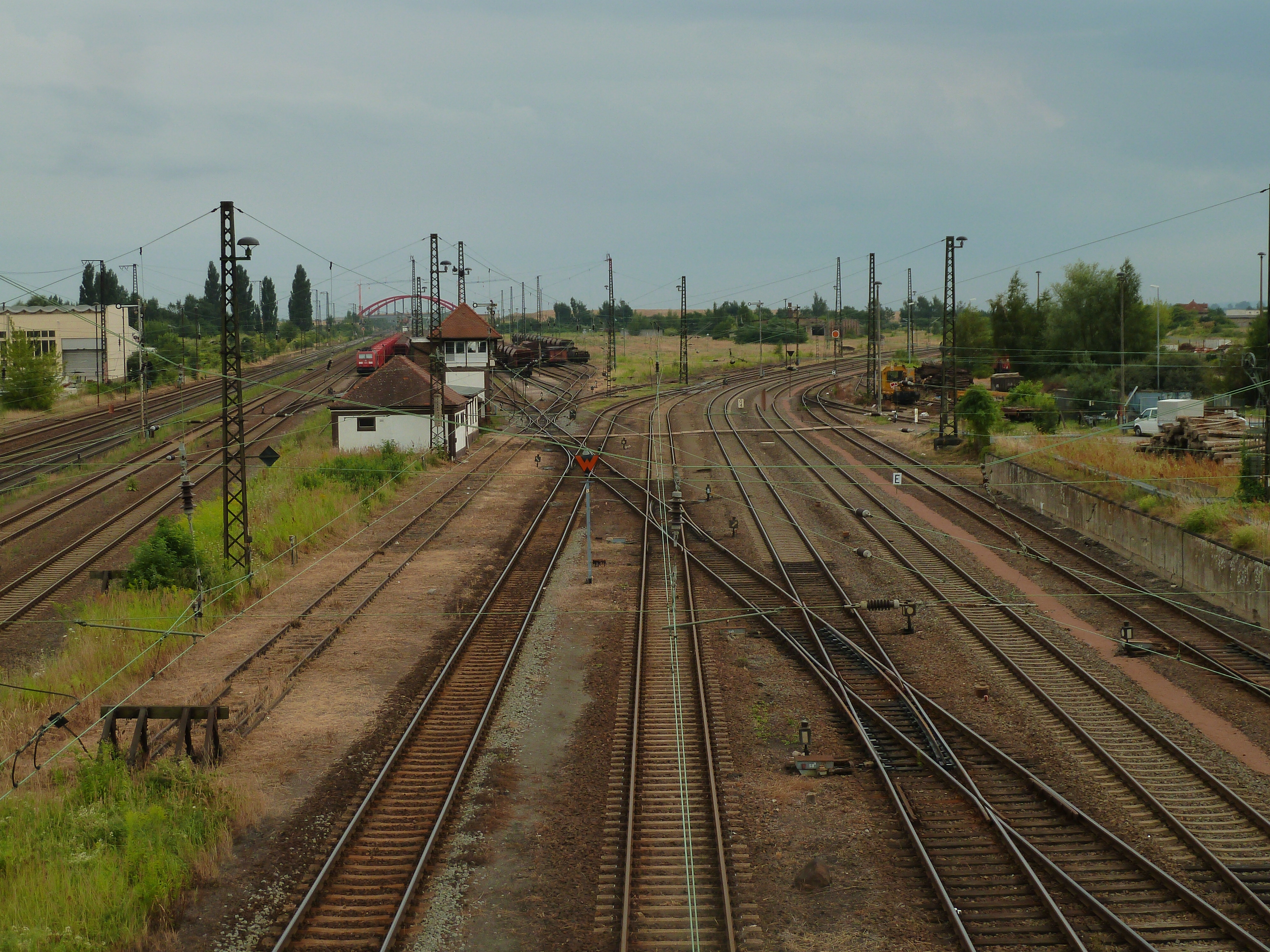
Südliche Ausfahrt mit Stellwerk, Formsignalen und Streckenverzweigung nach Halle und Bernburg

Ein Teil der Gleisanlagen, die zweiten Gleise auf den Strecken und die Anlagen für den elektrischen Betrieb wurden nach Kriegsende als Reparationsleistung an die Sowjetunion demontiert. Die Schmalspurbahn nach Radegast wurde komplett abgebaut.
Im Jahr 1955 wurde der elektrische Betrieb nach Halle und Schönebeck wieder aufgenommen, zwei Jahre später auch wieder bis Magdeburg.
Im Jahr 2007 wurde der Bahnhof von täglich etwa 2000 Pendlern genutzt. Am Ende des gleichen Jahres wurde der Personenverkehr zwischen Köthen und Aken eingestellt.
Auch im Jahr 2018 wurde der Betrieb noch von einer Reihe von lokalen Stellwerken gesteuert, der Bahnhof ist mit Formsignalen ausgerüstet. Der Neubau eines ESTW (Elektronisches Stellwerk) war für 2019 vorgesehen, es wurde im April 2020 in Betrieb genommen. Die Bahnsteige, der Bahnhofstunnel, sowie sämtliche Bahnbrücken in Köthen sollen ab 2022 erneuert werden.
Angesichts der Planungen wandte sich der Verein zur Pflege des Eisenbahnkulturgutes Köthen mit einer Petition an den Landtag, in der der Erhalt des Bahnsteigs 1, der 100 Jahre alten denkmalgeschützten Bahnsteigausstattung mit Bänken und Aufsichtshäuschen, eines mechanischen Museumsstellwerks, die weitere Nutzung des Empfangsgebäudes sowie eine Alternativlösung zur Vollsperrung gefordert werden. Die ursprünglich vorgesehene sechsmonatige Vollsperrung wurde danach so abgeändert, dass die Regionalbahnen aus Richtung Dessau weiterhin verkehren. Im November 2017 wurde bekannt, dass doch alle fünf Bahnsteige erhalten bleiben sowie auch teilweise deren Mobiliar und Dächer.
Im Herbst 2018 wurden die Planfeststellungsunterlagen für den Umbau des Bahnhofs ausgelegt. Eine Unterzentrale eines elektronischen Stellwerks (ESTW) entstand auf der Ostseite der Gleisanlagen. Für die Zufahrt zum ESTW-Gebäude werden die Gleise zum Ringlokschuppen unterbrochen. Die eigentlichen Bahnhofsgleise werden erst nach Inbetriebnahme des ESTW umgebaut und entstehen in veränderter Anordnung neu. Die Bahnsteiganlagen müssen als Ensemble denkmalgerecht saniert werden.
Die eigentlichen Umbauarbeiten gliedern sich in zwei Bauphasen. Während der ersten Bauphase im Jahr 2019 wurde die Sicherungstechnik vollständig ersetzt, außerdem wurden Hilfsbrücken an der Eisenbahnüberführung Friedrich-Ebert-Straße eingebaut. Ab dem Juni 2019 war der Knoten Köthen hierfür nahezu vollständig gesperrt, lediglich die Strecke aus Dessau wurde zunächst noch bis Köthen bedient, hierzu wurde für rund 1,2 Millionen Euro ein Behelfsstellwerk (ESTW-R) errichtet. Züge der Relation Magdeburg – Halle wurden über Dessau und Bitterfeld umgeleitet. Während der Sperrpause wurde weiterhin der Westkopf Köthen umgebaut sowie die Streckengleise Stumsdorf–Köthen und weitere Bahnübergänge und Eisenbahnüberführungen erneuert. Ursprünglich sollten die Gleisanlagen zusammen mit dem neuen ESTW im Dezember 2019 wieder in Betrieb gehen. Durch Planungsfehler verzögerten sich die Arbeiten erheblich, sodass die Vollsperrung des Knotens bis Ende März 2020 verlängert werden musste, wobei die Deutsche Bahn zwischenzeitlich sogar von einer Verlängerung der Sperrung bis Ende Mai ausging. Am 1. April 2020 wurde der Bahnhof wieder in Betrieb genommen.
Trotz Status als eingetragenes Kulturdenkmal wurde bei den Bauarbeiten die Innenanlage des Stellwerks W1 ausgebaut und verschrottet. Weiterhin plant die Deutsche Bahn, das ebenfalls denkmalgeschützte Gebäude des ehemaligen Umspannwerks abzubrechen, um Baufreiheit für weitere Baustufen zu schaffen.
Die zweite Bauphase beinhaltet die eigentliche Bahnhofsmodernisierung mit Spurplananpassung. Das hierfür erforderliche separate Planfeststellungsverfahren soll 2022 beginnen und mindestens zwei Jahre dauern, sodass mit einem Baubeginn frühestens 2024 zu rechnen ist.[veraltet] Beide Bauphasen sind jeweils mit mindestens 120 Millionen Euro veranschlagt.

## Personenverkehr

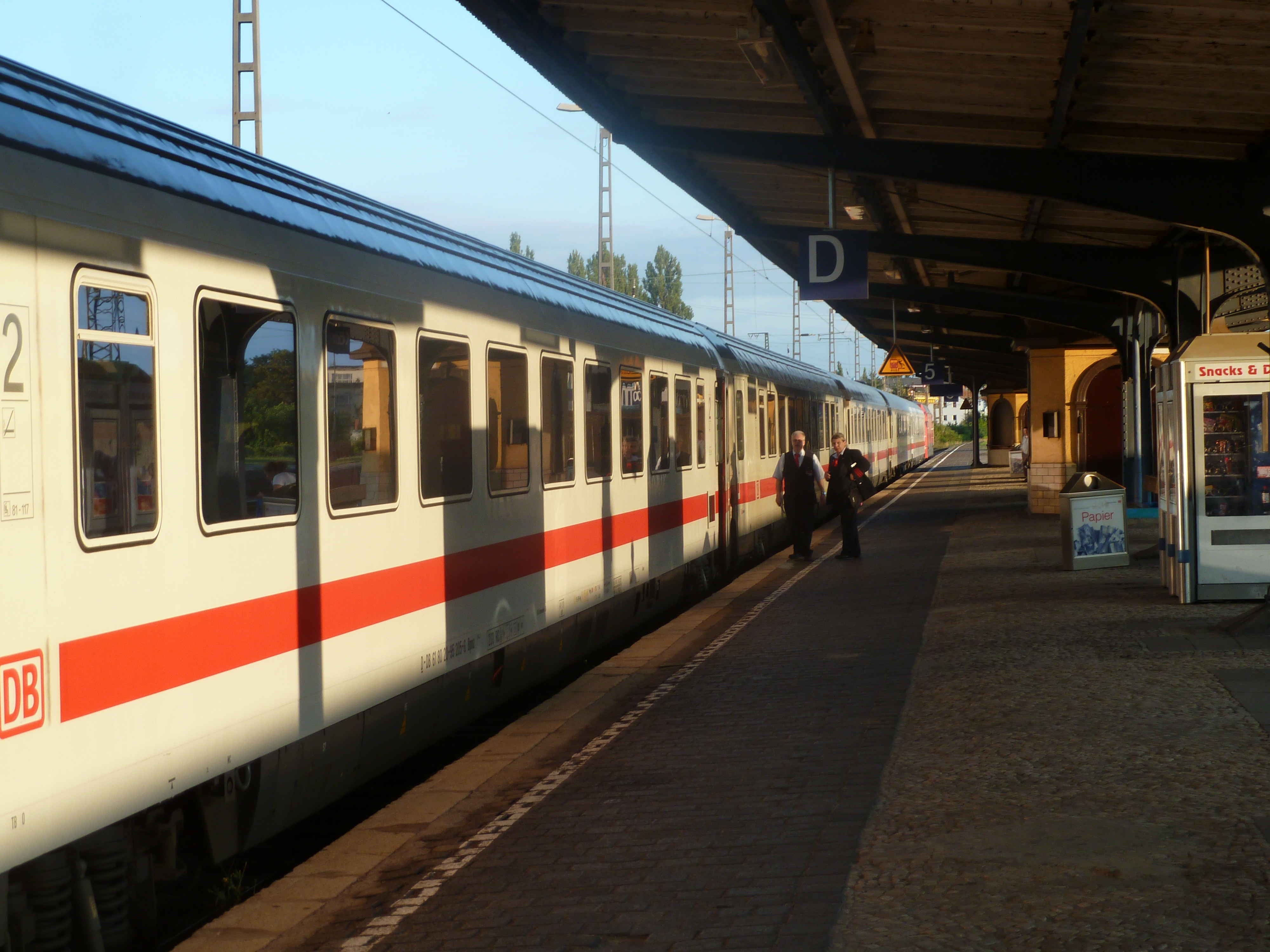
Intercity-Zug im Bahnhof

Im Fernverkehr war die wichtigste der Köthen berührenden Bahnstrecken die nach Magdeburg und Halle. Die meisten Fernzüge auf dieser Strecke hielten in Köthen. Vor dem Zweiten Weltkrieg gab es Direktverbindungen unter anderem nach Hamburg, Dresden und Wien. In den 1960er Jahren wurde vor allem die Verbindung von Leipzig und Halle über Schwerin nach Rostock wichtig. Nach der deutschen Wiedervereinigung verlagerten sich die Verkehrsströme wieder in Richtung Westen.
Weniger von Bedeutung war die Strecke von Dessau über Köthen in Richtung Aschersleben. Dennoch gab es immer wieder einzelne Fernzüge, die auch in Köthen hielten. 1939 verkehrten beispielsweise ein Schnellzug-Paar von Berlin nach Wiesbaden und ein Eilzugpaar von Berlin nach Frankfurt (Main) über Köthen. Nach dem Zweiten Weltkrieg gab es mehrere Eilzüge täglich von Berlin über Köthen nach Aschersleben.
Im Regionalverkehr gab es ein relativ dichtes Zugangebot in alle Richtungen.

## Verkehrsanbindung
| Linie                    | Linienverlauf | Takt (min)                                   | EVU             |
| ------------------------ | --- | -------------------------------------------- | --------------- |
| IC 55                    | Dresden Hbf – Leipzig Hbf – Halle (Saale) Hbf – Köthen – Hannover Hbf – Dortmund Hbf – Köln Hbf – (Stuttgart Hbf) | 120                                          | DB Fernverkehr  |
| IC 56                    | Leipzig Hbf – Köthen – Hannover Hbf – Bremen Hbf – Emden Hbf – (Norddeich Mole)                                   | 120                                          | DB Fernverkehr  |
| RE 30                    | Magdeburg Hbf – Calbe (Saale) Ost – Köthen – Halle (Saale) Hbf                                                    | 60                                           | DB Regio Südost |
| RB 50                    | Dessau Hbf – Köthen – Bernburg Hbf – Güsten – Aschersleben (– Halberstadt Hbf)                                    | 60 (Dessau–Güsten) 120 (Güsten–Aschersleben) | start           |
| Stand: 15. Dezember 2024 | |                                              |                 |

## Anlagen
Die Köthener Bahnhofsanlagen gelten als „deutschlandweit einzigartig erhaltene Abfolge historischer Bahnhofs-, Post-, Beherbergungs- und Restaurationsbauten der Privat- und Länderbahnzeit von 1840 bis 1917“. Erhalten sind vier Empfangsgebäude: eins aus der Eröffnungszeit des Bahnhofs im Jahr 1840, zwei aus der Zeit um 1870 und das heutige Bahnhofsgebäude aus den 1910er Jahren. Zu den zumindest teilweise erhaltenen weiteren Bahnbauten zählen unter anderem die Bahnhofsrestauration und das Bahnpostamt von 1840 sowie im Gelände des früheren Bahnbetriebswerks östlich der Bahnsteige der Wasserturm, ein Lokschuppen (beide aus der Zeit um 1910) und ein Umformerwerk aus der Zeit um 1930. Diese Gebäude stehen ebenso unter Denkmalschutz wie mehrere Stellwerksgebäude aus der Zeit des Bahnhofsumbaus.

### Bahnhöfe von 1840
Lage: 51° 45′ 11,84″ N, 11° 59′ 17,16″ O

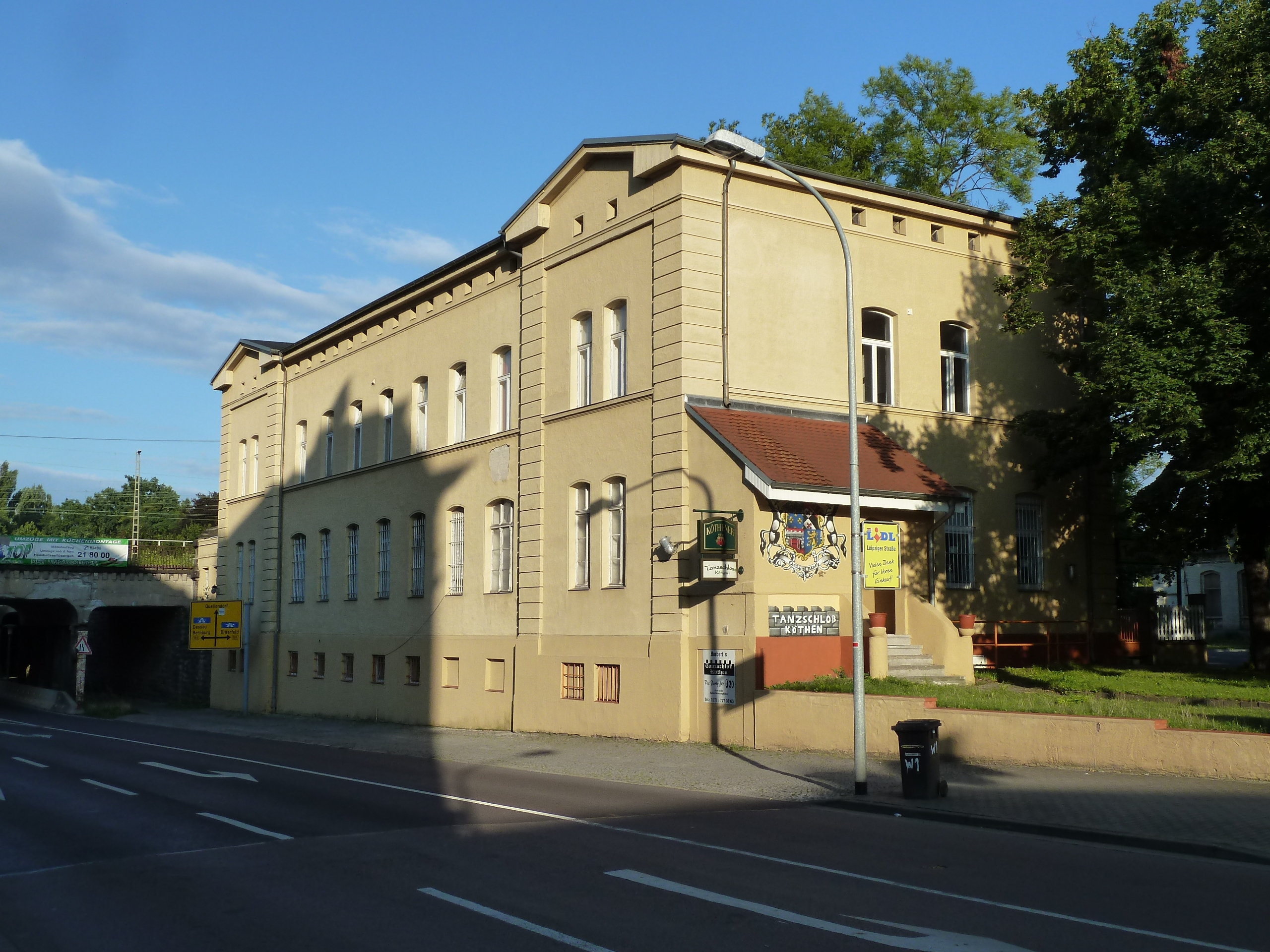
Erstes Bahnhofsgebäude (1840), heute Tanzlokal

Die Berlin-Anhaltische Eisenbahn-Gesellschaft (BAE) und die Magdeburger-Leipziger Eisenbahn-Gesellschaft (MLE) besaßen separate, praktisch identische, Bahnhofsgebäude, die einander gegenüberlagen. Der Magdeburg-Leipziger Bahnhof lag westlich, der Berlin-Anhaltische Bahnhof östlich der Gleisanlagen. Beide Bahnhofsgebäude wurden vom Architekten Christian Conrad Hengst entworfen. Zusammen mit den ebenfalls von Hengst entworfenen benachbarten Gebäuden der Bahnhofsrestauration und des Bahnpostamtes bildeten sie ein „beeindruckendes Ensemble, das viele Bahnhöfe größerer Städte in den Schatten stellte“ (Manfred Berger).
Die Anhalt-Cöthen-Bernburger Eisenbahn besaß für die 1846 eröffnete Strecke ein kleines Bahnhofsgebäude westlich der anderen beiden. Mit dem Neubau der Bahnhöfe um 1870 verloren die alten Gebäude ihre Funktion. Das Gebäude der Berlin-Anhaltischen Eisenbahn wurde beim erneuten Bahnhofsumbau im Jahr 1911 abgerissen.
Das Gebäude der Magdeburg-Leipziger Eisenbahn ist erhalten, wenn auch stark baulich verändert. Der heutige Bau ist ein zweigeschossiges L-förmiges Gebäude, dessen lange Seite zur Straße und dessen kurze Seite zu den Gleisen orientiert ist. In ihm befindet sich ein Tanzlokal.

### Bahnhofsrestauration und Bahnpostamt
Lage: 51° 45′ 12,38″ N, 11° 59′ 14,6″ O

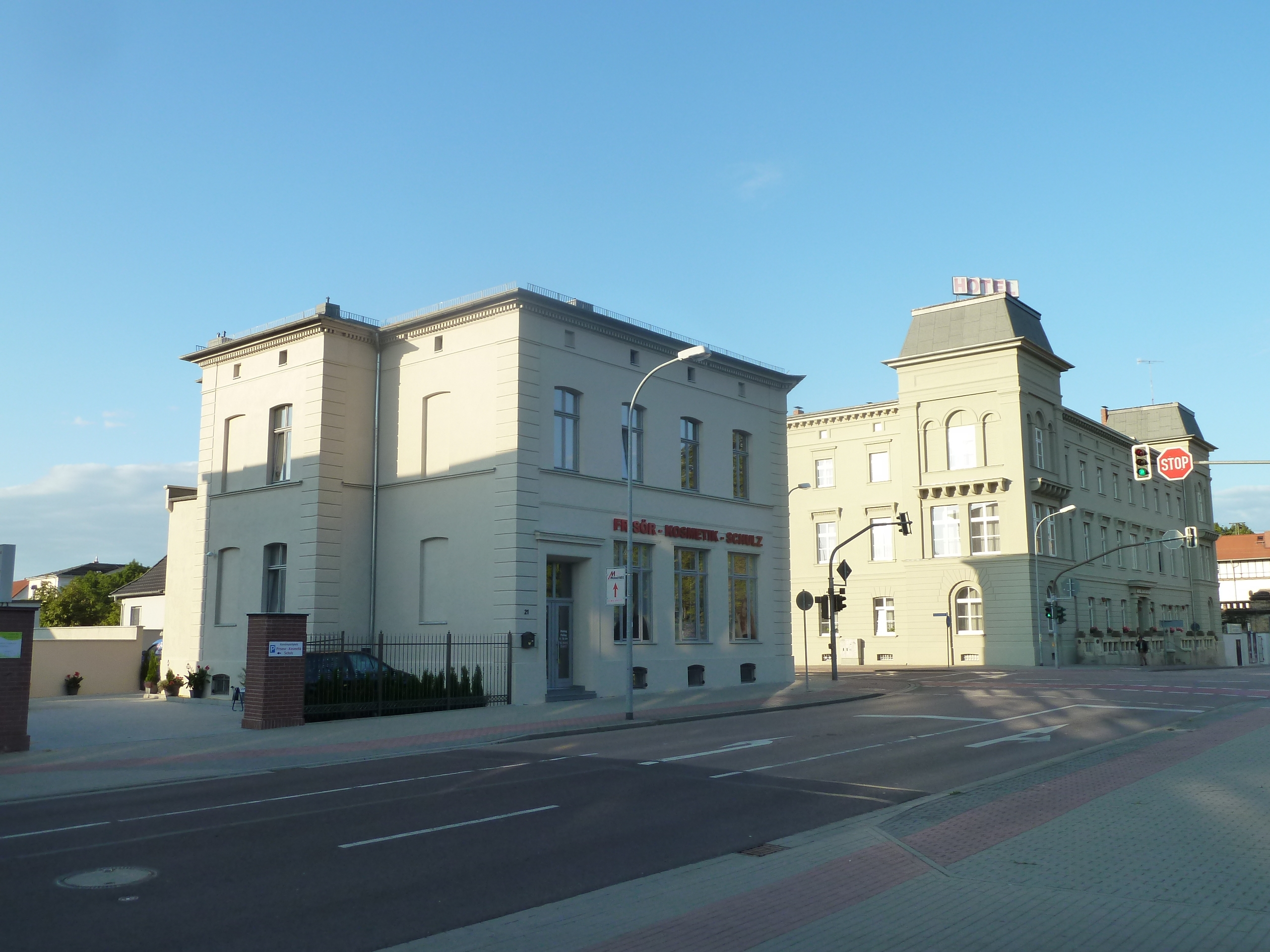
Bahnpostamt und Bahnhofsrestauration von 1840, heute Friseursalon und Hotel

Die Bahnhofsrestauration nördlich des Magdeburg-Leipziger Bahnhofs gilt als erste ihrer Art in Deutschland. Im großen, vierflügligen Gebäude befanden sich neben dem Restaurant, Konditoreien, eine Spielbank und Wohnräume. Während die Architektur der Restauration und des Bahnhofsensemble auf wohlwollende Meinungsäußerungen stießen, stand die Spielbank stark unter Kritik. In einem Bericht aus dem Jahr 1840 heißt es:
„Der Bahnhof von Köthen […] ist eine überaus großartige Anlage, das Bewirthungsgebäude bei demselben ist einem wahren Palast gleich vom Herzog aufgeführt worden. Schade nur, daß in diesem stattlichen Gebäude mit staatlicher Erlaubniß eine öffentliche Spielbank ist angelegt worden, der besonders an den Sonntagen die jungen Leute von Magdeburg, Leipzig, Halle, Dessau und anderen Orten zuströmen, um ihr Glück zu versuchen und sich zu allerlei Gelüsten anzureizen.“
Die Spielbank wurde 1848 auf Betreiben Preußens geschlossen. Zeitgenössische Texte berichteten:
„In Deutschland erregte namentlich die Errichtung einer neuen Spielbank auf dem Bahnhofe zu Köthen bei Eröffnung der Magdeburg-Leipziger Bahn den allgemeinen Unwillen in so hohem Grade, daß die Bank sehr bald wieder geschlossen werden mußte“
Ab 1878 wurde ein Teil des Gebäudes als Landesseminar zur Lehrerbildung genutzt. Das Haus brannte 1884 ab. Die Flügel auf der Nordostseite (zu den Gleisen hin) wurden nicht wieder aufgebaut. Der verbliebene Gebäudeteil wurde als Hotel genutzt. Zunächst hieß das Hotel Kaiserhof, heute befindet sich in dem Gebäude das Hotel Stadt Köthen.
Das Bahnpostamt liegt gegenüber dem Restaurationsgebäude auf der anderen Straßenseite der Kastanienallee.
Es entstand zeitgleich mit den ersten Bahnhofsgebäuden und der Restauration und wurde ebenfalls vermutlich von Conrad Christian Hengst entworfen. Seit Anfang der 1990er Jahre stand das Gebäude leer, im Jahr 2013 wurde das Haus renoviert. Es wird von einem Friseurbetrieb genutzt.

### Magdeburg-Leipziger Bahnhof
Lage: 51° 45′ 9,83″ N, 11° 59′ 18,42″ O

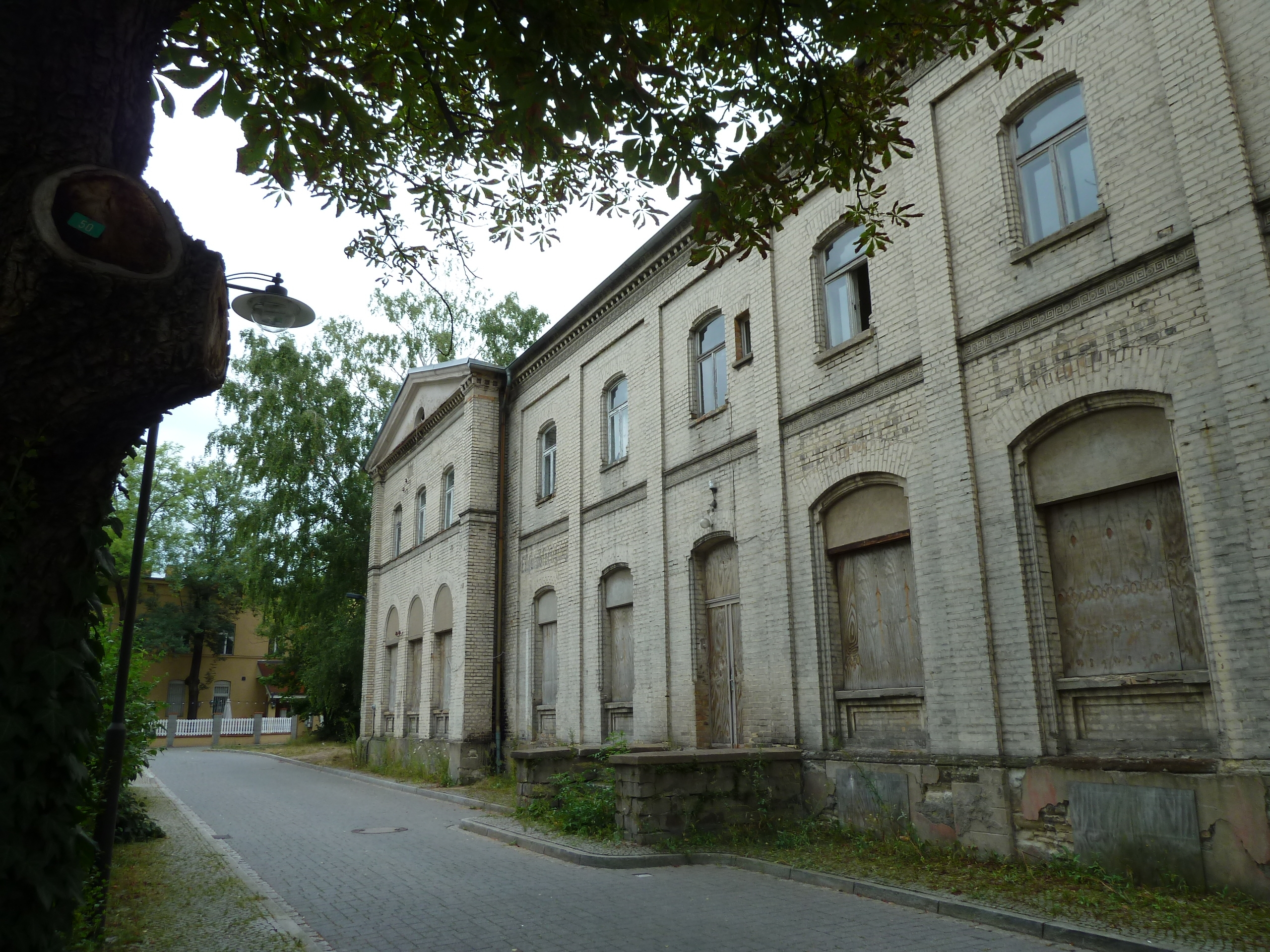
Magdeburg-Leipziger Bahnhof, Straßenseite

Um 1870 wurden die Bahnhofsanlagen erheblich erweitert. Die beteiligten Bahngesellschaften konnten sich nicht auf einen gemeinsamen Bahnhof einigen. Deswegen baute die MLE ihren neuen Bahnhof im Bereich der bestehenden Station, die BAE errichtete zusammen mit der MHE in 120 Meter Entfernung einen separaten Bahnhof, dessen Gebäude „ein sowohl funktionales als auch gestalterisches Pendant“ zu dem des Magdeburger Bahnhofs bildete.
Das neue Empfangsgebäude des Magdeburg-Leipziger Bahnhof entstand südlich neben dem alten. Der langgestreckte zweistöckige neogotische Backsteinbau besteht aus einem Mittelteil mit acht Achsen und ursprünglich zwei dreiachsigen Seitenteilen mit Risalit. Hiervon sind nur der nördliche und mittlere Teil erhalten. Der südliche Seitenteil wurde beim Bau des heutigen Empfangsgebäudes abgetragen, welches vom verbliebenen Gebäudeteil nur durch einen schmalen Durchgang getrennt ist. Die ursprünglichen Giebelzinnen und das Bahnsteigdach sind ebenfalls nicht erhalten. Die Fassaden sind mit großen Rundbogenfenstern verstehen. 1916 wurde der Bahnhof, wie auch der Berlin-Halberstädter Bahnhof, durch den heutigen Bahnhof ersetzt.
Der Bau ist heute ungenutzt.

### Berlin-Halberstädter Bahnhof
Lage: 51° 45′ 5,87″ N, 11° 59′ 13,06″ O

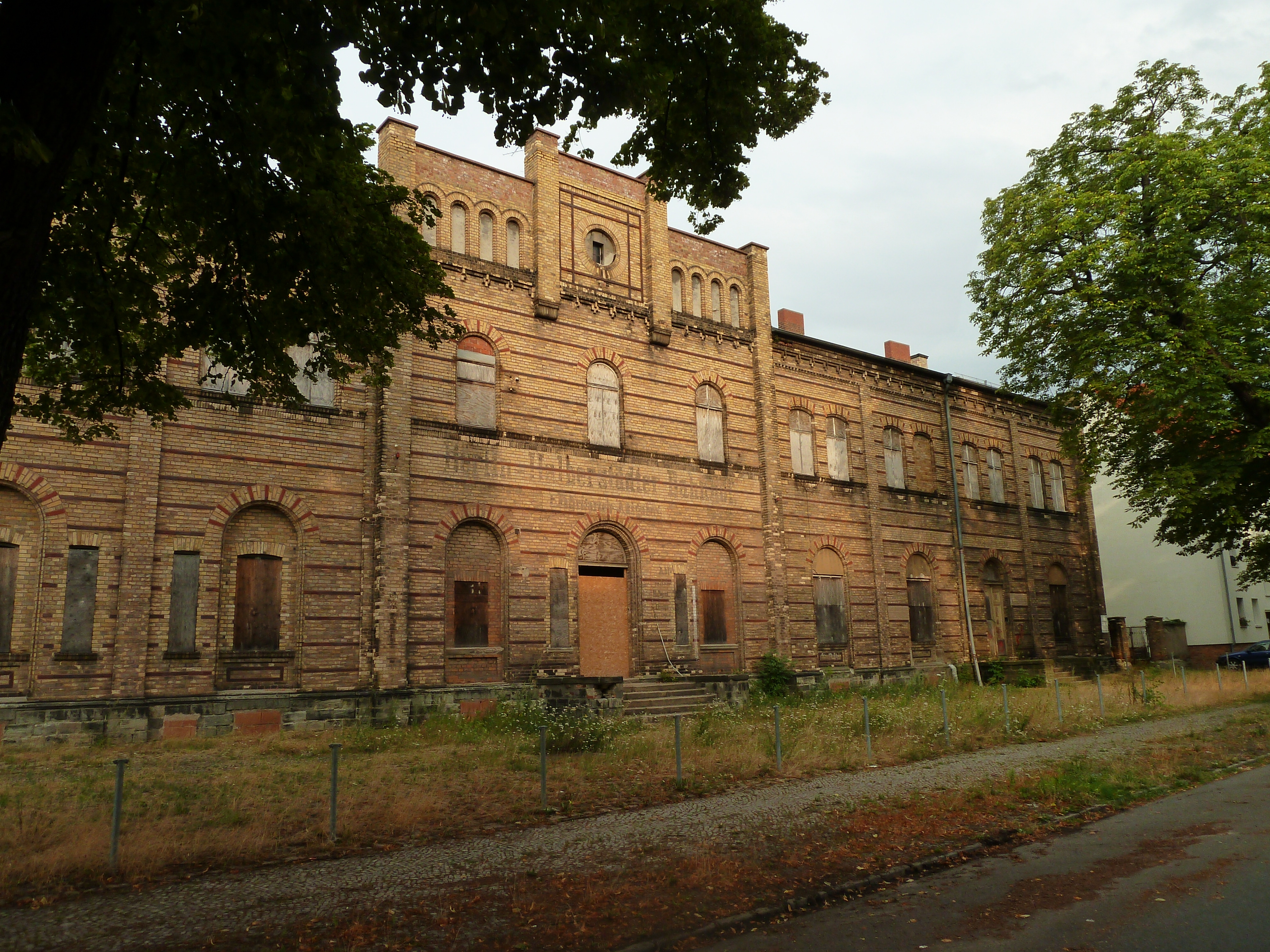
Berlin-Halberstädter Bahnhof, Stadtseite

Der Berlin-Halberstädter Bahnhof entstand ebenfalls 1870/71. Er war ein Gemeinschaftsbahnhof der Berlin-Anhaltischen und der Magdeburg-Halberstädter Eisenbahn und bekam in Kombination beider Gesellschaftsnamen seinen Namen. Neben dem Verkehr in Richtung Dessau (–Berlin) und Aschersleben – Halberstadt wurde er auch für die Züge nach Aken genutzt.
Der Bahnhof liegt an der Georgstraße, etwa 120 Meter vom Magdeburg-Leipziger Bahnhof entfernt. Zwischen beiden Bahnhofsgebäuden lagen die Gleisanlagen der Berlin-Halberstädter Bahn. Wie der Magdeburg-Leipziger Bahnhof ist er ein langgestreckter zweistöckiger Ziegelbau mit großen Rundbogenfenstern, allerdings mit einem Risalit im Mittelteil, der auch einen Ziergiebel aufweist. Die Fassade ist durch Lisenen und Simse gegliedert. Die Schriftzüge Berlin-Halberstädter Bahnhof auf der Stadtseite und Cöthen auf der früheren Gleisseite sowie einige Beschriftungen an den Eingängen sind erhalten.
Das Gebäude diente bis in die 1980er Jahre unter anderem Wohnzwecken, dann stand es lange Zeit leer. Im Jahr 2018 veräußerte die Deutsche Bahn das Gebäude. Es wurde saniert, ausgebaut und erneut wurden Wohnungen eingerichtet.
Südlich des Empfangsgebäudes lagen betriebliche Anlagen des Berlin-Halberstädter Bahnhofs. An der Bahnhofsstraße, Ecke Franzstraße finden sich Reste eines Lokschuppens.

### Heutiger Bahnhof

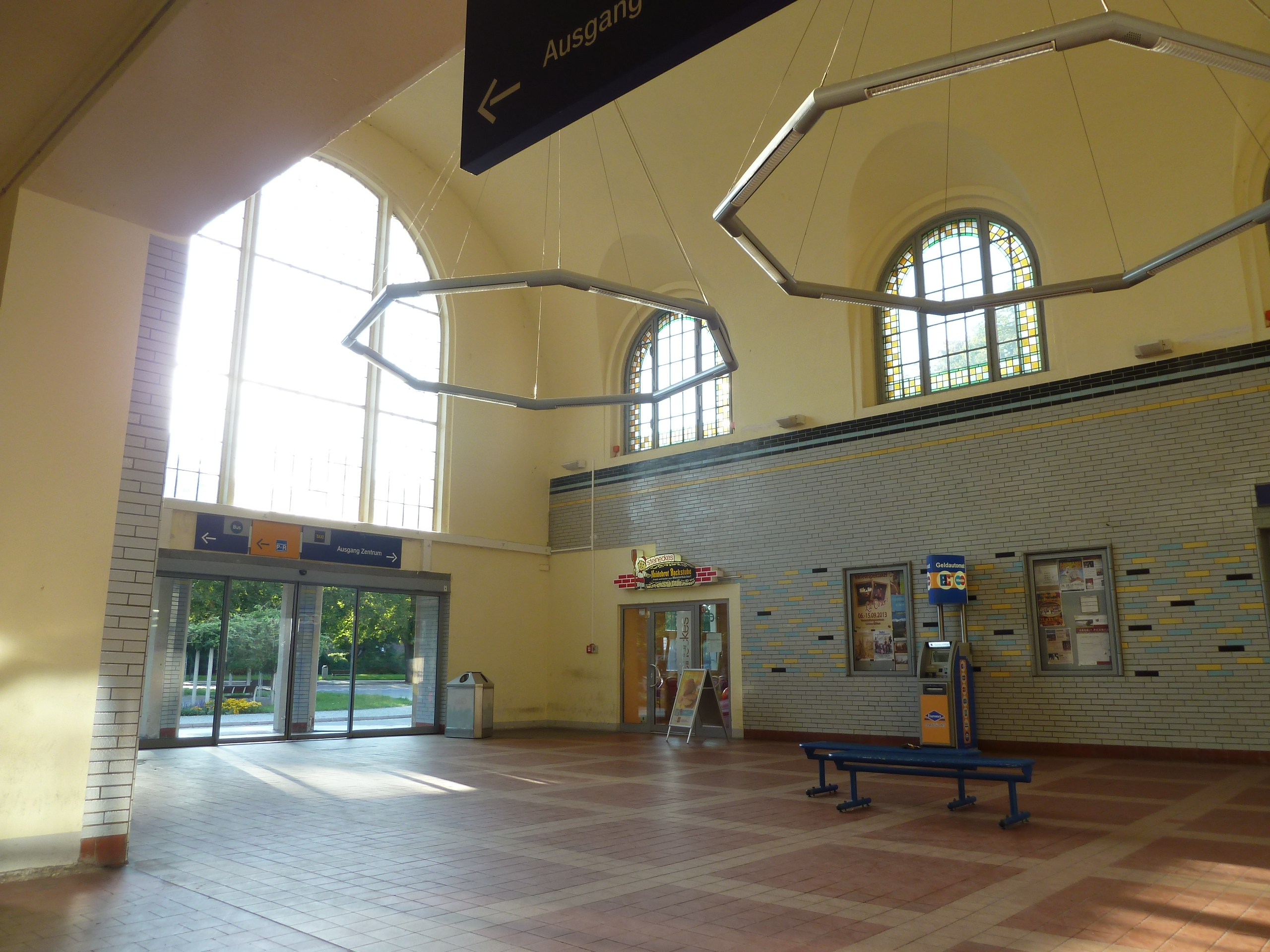
Bahnhofshalle

Lage: 51° 45′ 7,96″ N, 11° 59′ 18,35″ O (Bahnhofsgebäude)

Lage: 51° 44′ 40,02″ N, 11° 59′ 26,99″ O (Güterbahnhof)
Das Empfangsgebäude wurde von 1915 bis 1917 im späten Jugendstil erbaut, der Architekt war Karl Jüsgen. Es wird von einer großen Empfangshalle mit Satteldach dominiert, deren Baudekor weitgehend erhalten ist. Daran schließt sich ein eingeschossiger Vorbau an; dessen Gliederungselemente zu weiten Teilen entfernt wurden. Zur Gleisseite gibt es einen langgestreckten zweigeschossigen Gebäudeteil mit Satteldach.
Die Gleise im Bahnhofsbereich liegen seit dem Umbau in den 1910er Jahren in Hochlage über dem Geländeniveau der Umgebung. Der Bahnhof besitzt einen Außenbahnsteig 1 am Empfangsgebäude und zwei Mittelbahnsteige mit den Gleisen 2/3 beziehungsweise 4/5. Ein Tunnel verbindet das Empfangsgebäude mit den Bahnsteigen, er ist vom Gebäude stufenfrei zu erreichen. Eine durchgehende Verbindung zur Ostseite der Bahnhofsanlagen besteht nicht, dieses Gebiet ist über die nördlich gelegene Unterführung der Friedrich-Ebert-Straße zu erreichen. Über Gleis 5 führt ein Zugang zu einem schmalen Bahnsteig mit dem Bahnsteiggleis 6. Dieser Bahnsteig wird nicht mehr im planmäßigen Personenverkehr genutzt.
Die Züge in Richtung Halle und Magdeburg fahren in der Regel von den Gleisen 4 und 5, die nach Bernburg und Dessau von den Gleisen 2 und 3. Gleis 1 diente bis zur Einstellung des Personenverkehrs nach Aken vor allem den Zügen dorthin, von einzelnen Reisezügen wird das Gleis weiterhin befahren (Stand 2013).
Auf den Bahnsteigen befinden sich Aufsichtshäuschen und Sitzbänke aus der Zeit des Bahnhofsumbaus in den 1910er Jahren.
Die ausgedehnten Anlagen für den Güterverkehr liegen südlich der Bahnsteige, wobei heute von 22 Gleisen nur noch acht (Gleise 32 bis 40) in Betrieb sind, eine Zugbildung findet nur noch in geringem Umfang statt. Das ehemalige Güterbahnhofsgebäude liegt an der Straße Am Güterbahnhof südlich der Überführung der Prosigker Kreisstraße über die Gleisanlagen. In diesem Bereich verzweigen sich die Strecken nach Halle bzw. Bernburg – Aschersleben. Über eine Verbindungskurve sind direkte Fahrten von Bernburg nach Halle möglich, ohne dass ein Fahrtrichtungswechsel im Bahnhof Köthen nötig ist.
Von den einst zahlreichen Gleisanschlüssen im Bahnhofsbereich wird heute (Stand November 2017) nur noch einer (Preussag Stahlhandel) bedient.

### Bahnbetriebswerk und Wasserturm
Lage: 51° 45′ 3,96″ N, 11° 59′ 28,5″ O

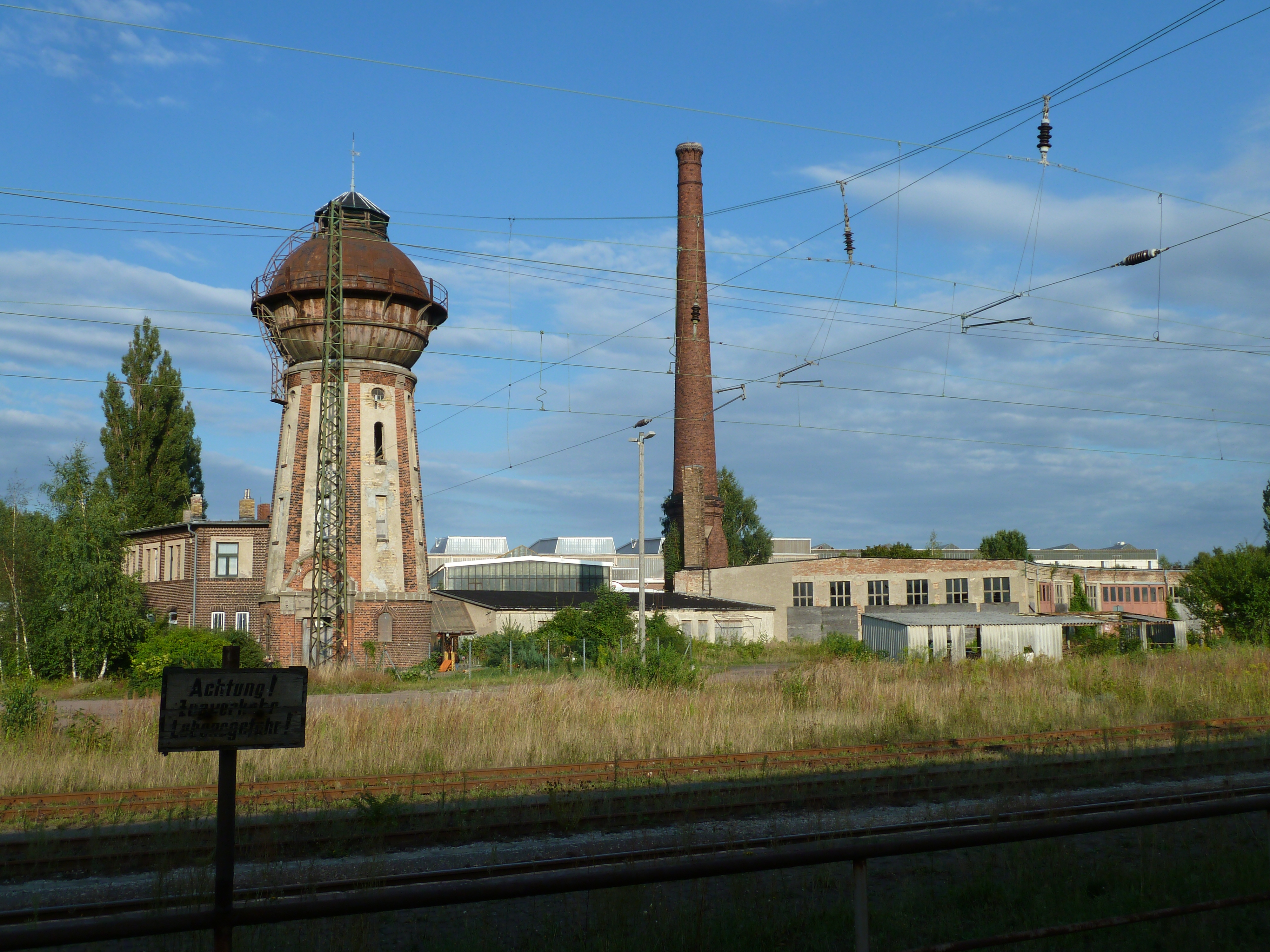
Von links: Wohngebäude, Wasserturm und Lokschuppen

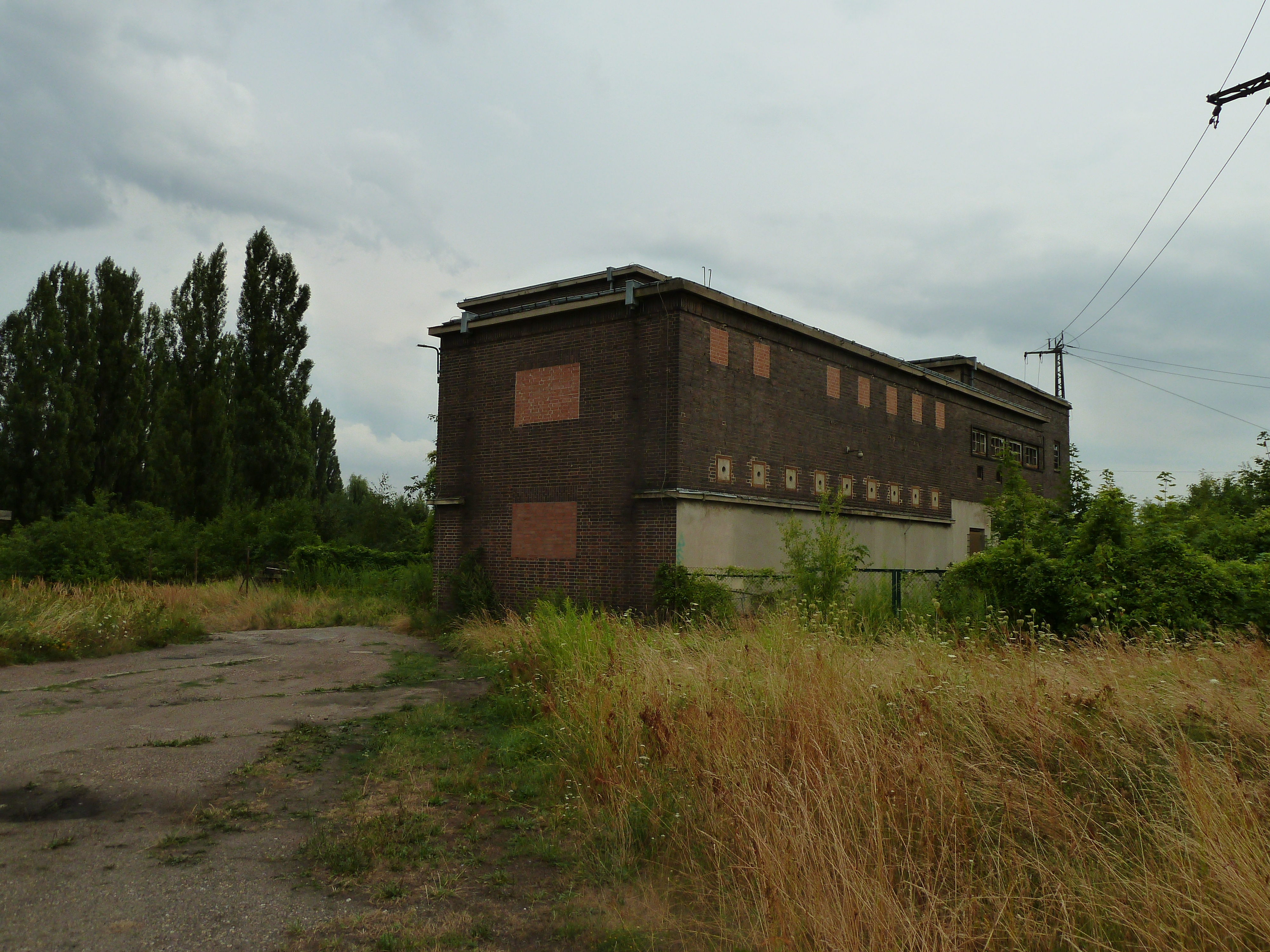
Umspannwerk

Östlich der Bahnsteige liegen die heute nicht oder kaum genutzten früheren Anlagen zur Wartung der Züge. Bis 1968 besaß Köthen ein Bahnbetriebswerk, danach wurde es Einsatzstelle des Bahnbetriebswerks Güsten.
Im Bereich des früheren Betriebswerkes sind mehrere historische Bauten erhalten geblieben. Dazu zählt der Wasserturm, welcher Anfang des 20. Jahrhunderts erbaut wurde. Er war einer der ersten Türme, die mit einem Kugelbehälter der Bauart Klönne versehen worden war und ist heute in Privatbesitz.
Des Weiteren sind neben dem Wasserturm ein ringförmiger Lokomotivschuppen und ein Übernachtungs-, Aufenthalts- und Werkstattgebäude erhalten. Diese Bauten stehen ebenfalls unter Denkmalschutz, ebenso wie das ebenfalls auf diesem Areal befindliche Gebäude des Umspannwerkes. Das Umspannwerk im Stil der Neuen Sachlichkeit entstand um 1930 im Zuge der Vorarbeiten zur ersten Elektrifizierung der Bahnstrecke von Magdeburg nach Halle und Leipzig.

### Schmalspurbahnhof

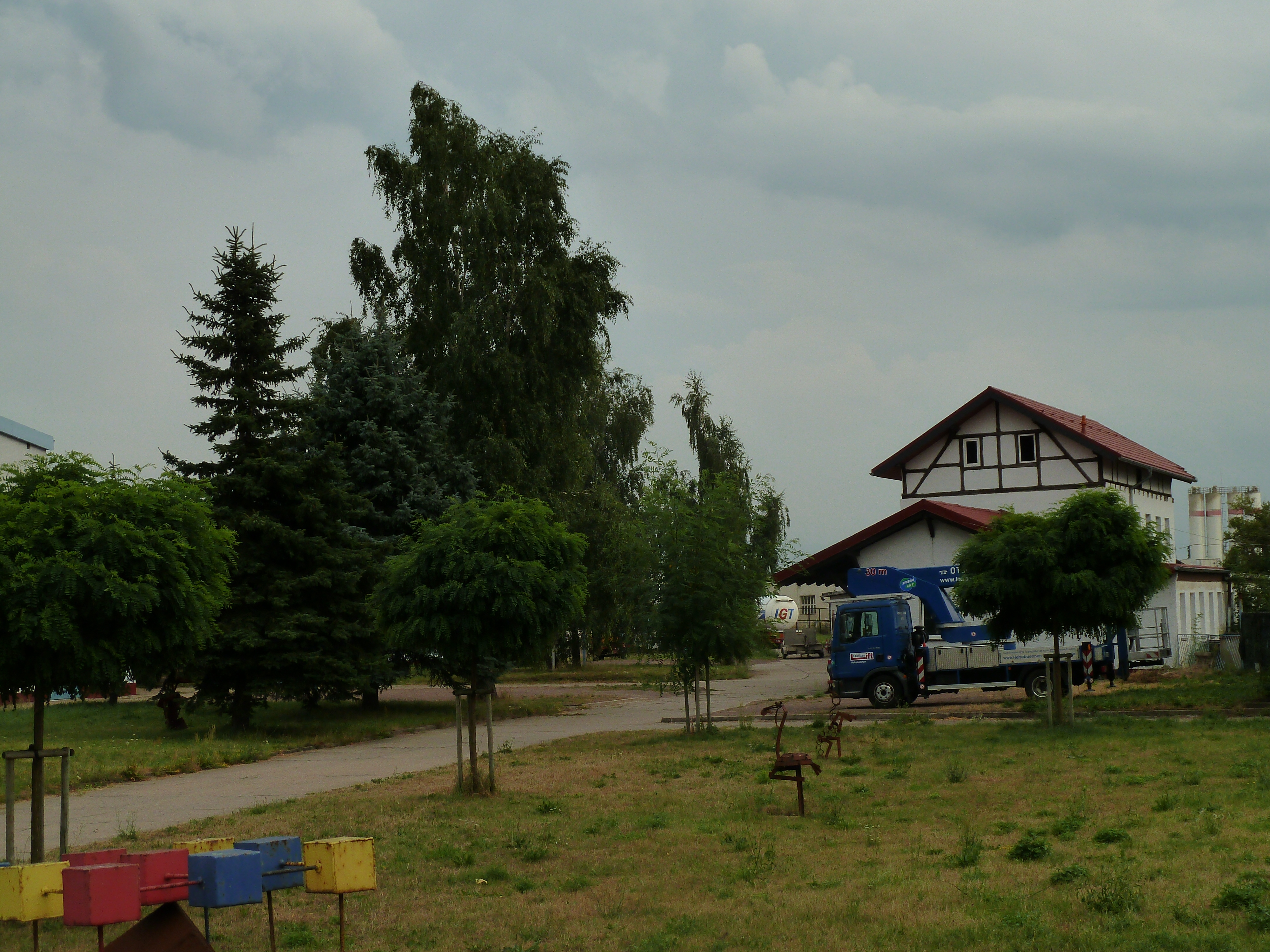
Früherer Schmalspurbahnhof

Lage: 51° 44′ 39,3″ N, 11° 59′ 39,16″ O
Der Bahnhof der schmalspurigen Dessau-Radegast-Köthener Bahn lag im Südosten der Stadt im Bereich der Straßen Am Holländer Weg/Prosigker Kreisstraße. Für den Personenverkehr gab es einen Haltepunkt Cöthen Personenbahnhof oder Ostercöthen, der näher zur Stadt und zum Regelspurbahnhof im Bereich der heutigen Friedrich-Ebert-Straße östlich der Gleisanlagen lag. In den 1930er Jahren wurde der Personenhaltepunkt wegen des Baus der Junkers-Werke an den Holländer Weg im Bereich des Bahnbetriebswerk verlegt. Das Gebäude des eigentlichen Schmalspurbahnhofs an der Prosigker Kreisstraße ist erhalten geblieben und wird von einer Werkstatt genutzt.